# 圣雷米昂洛
圣雷米昂洛（法語：Saint-Remy-en-l'Eau，法語發音：[sɛ̃ ʁemi ɑ̃ lo]）是法国瓦兹省的一个市镇，属于克莱蒙区。

## 地理
圣雷米昂洛（49°28'18"N, 2°25'52"E）面积10.06 平方千米，位于法国上法蘭西大區瓦兹省，该省份为法国北部内陆省份，北起索姆省，西接厄尔省和滨海塞纳省，南至塞纳-马恩省和瓦兹河谷省，东临埃纳省。
与圣雷米昂洛接壤的市镇（或旧市镇、城区）包括：阿夫勒希、屈尼耶尔、富尔尼瓦勒、略维莱、勒梅尼勒叙比勒、瓦莱斯库尔。
圣雷米昂洛的时区为UTC+01:00、UTC+02:00（夏令时）。

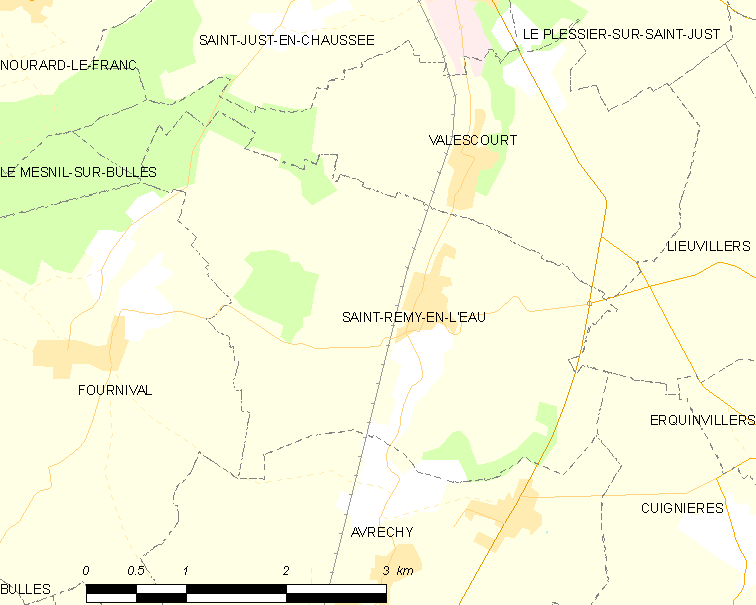
圣雷米昂洛的OSM定位图

## 行政
圣雷米昂洛的邮政编码为60130，INSEE市镇编码为60595。

## 政治
圣雷米昂洛所属的省级选区为圣瑞斯特昂绍塞县。

## 人口

1962-2008年间圣雷米昂洛人口变化图示

圣雷米昂洛于2022年1月1日时的人口数量为435人。